# 公民論壇 (捷克)
公民论坛（捷克語：Občanské fórum）是1989年捷克斯洛伐克天鹅绒革命中成立的政党。
公民论坛的宗旨是促使捷克斯洛伐克的反独裁势力联合，推翻极权政府。在这方面，瓦茨拉夫·哈维尔作为其领导人和创始人发挥了重要作用，他于1989年12月29日当选总统。尽管没有一个明确的政治战略，但在1990年大选时赢得了超过80％的选票，这是自1946年以来捷克斯洛伐克第一次自由选举。
公民论坛是一个非常松散的组织，其领导人最初源于77宪章签字的异议人士。1989年12月，其主席哈维尔当选为总统后辞去其在论坛的领导职务，原因是他否定政党政治。1990年10月16日，瓦茨拉夫·克劳斯新任主席。
1991年1月，克劳斯的支持者宣布，他们将组建一个独立的党派公民民主黨，用一个更鲜明的方案倡导經濟自由主義，而克劳斯隨即于2月当选为公民民主党主席。同年3月，時任外交部长伊里·丁斯特比尔领导其余的公民论坛成员组成公民運動，並一度與克劳斯的公民民主党合作，后于7月由克劳斯宣布結束與其合作。之后公民民主党在1992年的选举中取得胜利；而公民运动因为未能达到5％的标准沒能进入议会，最终在1996年併入捷克民族社会党而消失。

## 八条对话规则
哈维尔为公民论坛亲定了八条对话规则：
1. 对话的目的是寻求真理，不是为了斗争；
2. 不做人身攻击；
3. 保持主题；
4. 辩论时要用证据；
5. 不要坚持错误不改；
6. 要分清对话与只准自己讲话的区别；
7. 对话要有记录；
8. 尽量理解对方。